# Antonio Neri (Manager)

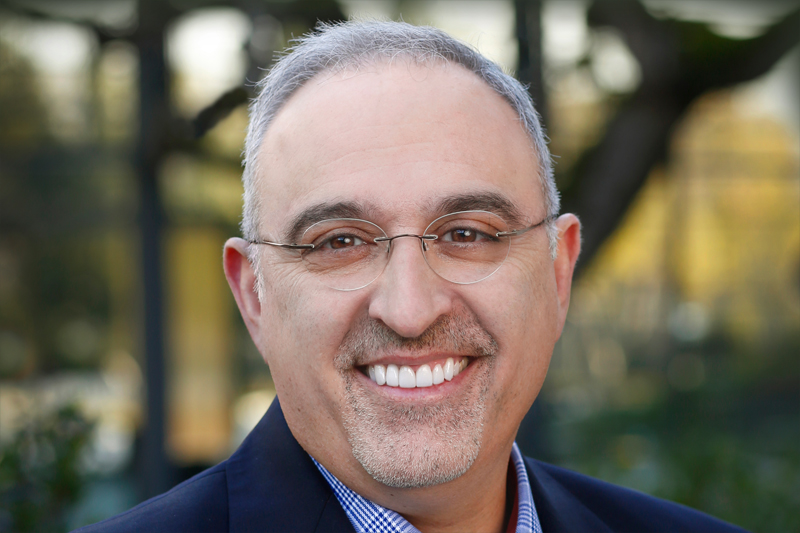
Antonio Neri, Hewlett Packard Enterprise

Antonio Neri (* 10. Mai 1967 in Argentinien) ist ein argentinisch-amerikanischer Manager und President und Chief Executive Officer (CEO) von Hewlett Packard Enterprise (HPE).

## Biographie
Neri wurde 1967 in Argentinien geboren und begann dort mit 15 Jahren seine Ausbildung und Qualifizierung zum Ingenieuranwärter bei der argentinischen Marine. Nach Einsätzen bei der Instandsetzung von Schiffsradar- und Sonarsystemen begann er das Studium der Ingenieurwissenschaften an der staatlichen Technikschule Escuela Nacional de Educación Técnica in Bahia Blanca, das er am dortigen Standort der Universidad Tecnológica Nacional (Nationale Technischen Universität) fortsetzte. Daneben studierte er Kunst und lehrte als Professor Zeichnen und Kunstmalen.
Sein Berufsweg begann er bei einem Unternehmen für Informationstechnologie in Italien und wechselte 1995 zum HP-Servicecenter in Amsterdam, wo ihm schon nach sechs Monaten die Funktion eines IT-Service-Ingenieurs übertragen wurde. Nachfolgend war er als Manager für die Ausbildung und für ein Callcenter zuständig und schließlich IT-Servicemanager für Europa. 1997 wechselte er als Abteilungsleiter für Bildverarbeitung und Drucker nach Boise, Idaho.
2004 wechselte er in die PC-Services-Sparte nach Houston, Texas, wo er ab 2011 die Abteilung für Technologie-Dienstleistungen leitete. Vor der Aufteilung des Unternehmens in HPE und HP Inc. war er als Senior Vice President und Generalmanager der Unternehmensgruppe für die Server- und Netzwerkabteilungen zuständig, die Marketingstrategien und deren Einführung entwickelte.
2017 wurde er Executive Vice President und Generalmanager von HPE mit den Bereichen Server, Netzwerke, Speichermedien und Technologie-Dienstleistungen. Im Februar 2018 folgte er Meg Whitman als Chief Executive Officer (CEO) und rückte in das Board of Directors ein.

## Leistungen
Neri brachte eine Reihe von technologischen Projekten voran: die Plattform HPE Apollo für High Performance Computing, die modulare Plattform HP Superdome Flex für In-Memory-Computing, die Composable Infrastructure Plattform HP-Synergy, das Serverportfolio Cloudline für Provider sowie die softwaredefinierte Computing-Plattform HPE Moonshot. Er unterstützte die Übernahme von Aruba Networks, Silicon Graphics International (SGI), SimplyVity, Niara, Rasa Networks, Nimble Storage, Cloud Cruiser, Cloud Technology Partners und Blue Data Systems.
Im Zuge der umfassenden Neugestaltung des Unternehmens fokussierte er die strategische Ausrichtung von HPE und verringerte die Leitungsebenen; er sorgte für ein neues Erscheinungsbild, reduzierte die Beteiligungen um 75 Prozent, förderte Erfindungen, insbesondere Edge Computing und modernisierte mit HP Next die gesamte Informationstechnologie des Unternehmens; daneben entwarf er auch die Innenarchitektur für das neue Hauptquartier in San Jose, Kalifornien. Zugleich förderte er die Unternehmenskultur und die Anerkennung von Geschlechterdiversität.  